# Zoque de Chimalapa

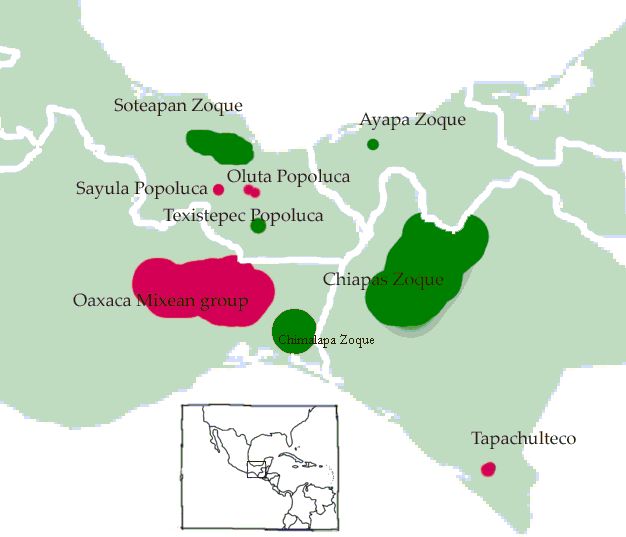
En verd, les llengües zoque de la família mixezoque

El Zoque de Chimalapa és una llengua zoque, una llengua de la família de les llengües mixezoque. És parlat a les viles de Santa María Chimalapa i San Miguel Chimalapa a Oaxaca, Mèxic. El 1990 només tenia 15 parlants monolingües i es considera una llengua amenaçada.